# Sisyrinchium albidum
Sisyrinchium albidum là một loài thực vật có hoa trong họ Diên vĩ. Loài này được Raf. miêu tả khoa học đầu tiên năm 1832.